# Tithorea umbratilis
Tithorea umbratilis är en fjärilsart som beskrevs av Bates 1866. Tithorea umbratilis ingår i släktet Tithorea och familjen praktfjärilar. Inga underarter finns listade i Catalogue of Life.